# Forêt de Freyr
 (août 2021).
Si vous disposez d'ouvrages ou d'articles de référence ou si vous connaissez des sites web de qualité traitant du thème abordé ici, merci de compléter l'article en donnant les références utiles à sa vérifiabilité et en les liant à la section « Notes et références ».
Pour les articles homonymes, voir Freyr (homonymie) et Freÿr (homonymie).
La forêt de Freyr est un vaste massif forestier de l'Ardenne belge situé entre les parties nord et centrale de la province de Luxembourg. Sa partie orientale est incluse dans le parc naturel des Deux Ourthes. 

## Localisation
D'une superficie de 3 103,16 hectares, la forêt s'étend sur le territoire des communes de Tenneville, Sainte-Ode, Saint-Hubert et Libramont-Chevigny. Elle est limitée au nord-ouest par la route nationale 89 entre la Barrière de Champlon et Saint-Hubert. De l'autre côté de cette route, l'espace boisé se prolonge par la forêt du Roi Albert.
En outre, l'aérodrome de Saint-Hubert et le village de Laneuville-au-Bois sont entourés par la forêt de Freyr.
L'altitude maximale est de 570 m au lieu-dit Freyr Royal.

## Flore
L'espèce végétale la plus représentative est le hêtre.

## Sources et liens externes
- Biodiversite.wallonie